# Стела (Кјети)
Стела (итал. Stella) је насеље у Италији у округу Кјети, региону Абруцо.
Према процени из 2011. у насељу је живело 77 становника. Насеље се налази на надморској висини од 30 м.